# Äta sova dö

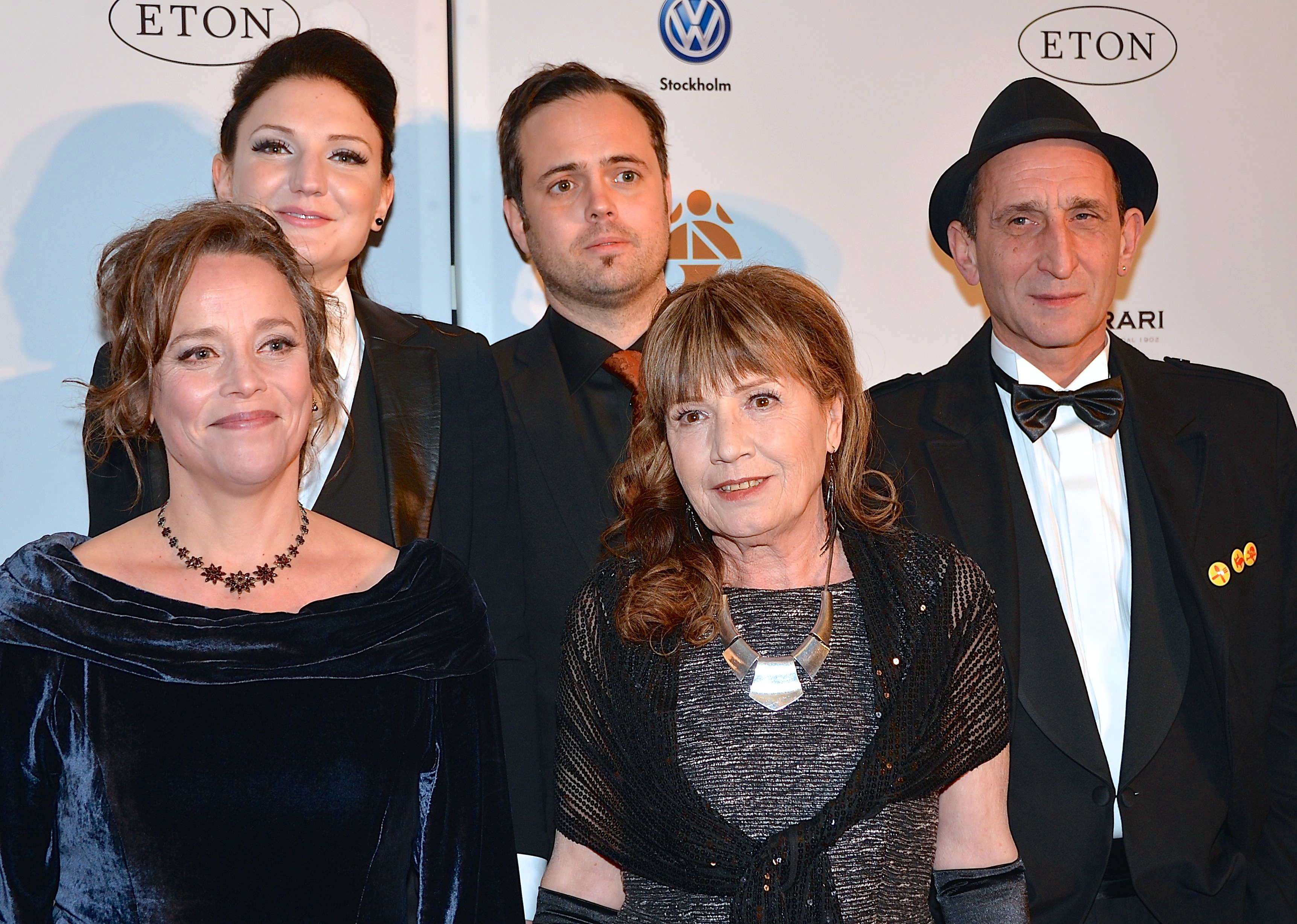
Några av personerna bakom Äta sova dö på Guldbaggegalan 2013. Övre raden: Gabriela Pichler, Johan Lundborg, Milan Dragišić. Nedre raden: China Åhlander, Ružica Pichler.

Äta sova dö är en svensk dramafilm från 2012 med regi och manus av Gabriela Pichler.
Filmen är Pichlers långfilmsdebut och i rollerna finns främst amatörer. Debuterande huvudrollsinnehavaren Nermina Lukac blev mycket uppmärksammad för sin prestation.
Filmen har fått flera utmärkelser. Vid Guldbaggegalan 2013 fick den fem nomineringar, däribland i kategorin Bästa film, som den också vann. Gabriela Pichler belönades för Bästa regi och Bästa manus och Nermina Lukac fick Guldbaggen för Bästa kvinnliga huvudroll. Filmen nominerades även till Nordiska rådets filmpris 2013 samt utsågs till Sveriges bidrag i kategorin bästa icke-engelskspråkiga film vid Oscarsgalan 2014.

## Handling
Filmen kretsar kring 20-åriga "Raša" som bor med sin sjuka pappa i ett litet samhälle i Skåne. Raša jobbar på fabrik men fabriken varslar och hon blir av med jobbet. Därefter handlar filmen om hur "Raša" bemöts av arbetsförmedling, tidigare kollegor och nya arbetsplatser.

## Inspelningsplatser
Filmen är inspelad i Bjuv, Billesholm, Åstorp, Nyvång, Klippan, Perstorp, Tyringe, Helsingborg, med flera platser, i nordvästra Skåne.

## Roller i urval
- Nermina Lukač – Raša
- Milan Dragišić – pappan
- Jonathan Lampinen – Nicki
- Peter Fält – Peter
- Ružica Pichler – Rosi
- Nic Schröder – Olle
- Pia Roos - Annika